# Kanton Champeix
Champeix is een voormalig kanton van het Franse departement Puy-de-Dôme. Het kanton maakte deel uit van het arrondissement Issoire. Het werd opgeheven bij decreet van 21 februari 2014, met uitwerking op 22 maart 2015. Vijftien gemeenten werden opgenomen in het nieuwe kanton Le Sancy, de overige toegevoegd aan het kanton Vic-le-Comte.

## Gemeenten
Het kanton Champeix omvatte de volgende gemeenten:
- Chadeleuf
- Champeix (hoofdplaats)
- Chidrac
- Clémensat
- Courgoul
- Creste
- Grandeyrolles
- Ludesse
- Montaigut-le-Blanc
- Neschers
- Saint-Cirgues-sur-Couze
- Saint-Floret
- Saint-Nectaire
- Saint-Vincent
- Saurier
- Tourzel-Ronzières
- Verrières